# Кармалка (Шарлицький район)
Карма́лка (рос. Кармалка) — село у складі Шарлицького району Оренбурзької області, Росія.

## Населення
Населення — 402 особи (2010; 471 у 2002).
Національний склад (станом на 2002 рік):
- росіяни — 100 %